# Cephalocarida
Die Cephalocarida (Hufeisengarnelen) stellen eine seltene Klasse innerhalb der Krebstiere dar. Sie umfasst die monotypischen Brachypoda mit der Familie der Hutchinsoniellidae. Bislang sind aus dieser erst in den 1950er Jahren (Sanders (1955)) entdeckten Tiergruppe dreizehn Arten bekannt.

## Lebensweise der Cephalocarida
Die Cephalocarida leben im lockeren Übergangsbereich zwischen dem Wasser und dem feinen Schlamm des Meeresbodens. Hier ist der feine Niederschlag noch nicht fest sedimentiert, liegt aber auch nicht mehr als aufgewirbelte Suspension vor. Da es diesen Bereich in beinahe jeder Tiefe des Ozeans gibt, können Cephalocariden von der Gezeitenzone bis in die Tiefsee gefunden werden. Die Suche gestaltet sich jedoch durch das nur punktuelle Vorkommen und die niedrige Abundanz der Tiere als außerordentlich schwierig. Cephalocarida sind blind, ihre Orientierung erfolgt über den ausgeprägten Geruchssinn der 1. Antennen und Cuticula sowie über den Tastsinn.

## Bau der Cephalocarida
Die Cephalocarida erreichen eine Körperlänge von etwa 3 Millimetern. Der Körper ist gestreckt und besteht neben dem Kopf (Cephalon) aus einem Vorderkörper (Thorax aus neun Segmenten), der die Schwimmbeine trägt, und einem extremitätenlosen Hinterkörper (Abdomen aus zehn Segmenten plus Telson). Das Telson schließt das Abdomen ab und trägt ein Paar schlanker Schwanzanhänge (Furca).
Der Kopf der Tiere wird von einem hufeisenförmigen Kopfschild bedeckt, der weit über die Basen der Kopfextremitäten reicht. Augen fehlen vollständig. Die 1. Antenne ist einästig und relativ kurz, die 2. Antenne besitzt zwei Äste. Als Mundwerkzeuge dienen die Mandibel (adult ohne Palpus) sowie die 1. Maxille. Als eine Besonderheit unter den rezenten Krebstieren gleicht die 2. Maxille der Cephalocarida anatomisch den weitgehend homonomen Thoraxbeinen und dient wie diese als Schwimmbein.
Die ersten sieben Beinpaare des Thorax sind blattartig und flach. Sie bestehen aus einem Basisteil (Protopodit), an dem im Wesentlichen die beiden Schwimmäste sowie mehrere kleinere, blattartige Erweiterungen (Endite) ansetzen. Dabei besteht der äußere Beinast (Exopodit) aus zwei flachen und breiten Teilen, der innere Ast (Endopodit) ist sechsgliedrig und weniger breit. Bei der Art Hutchinsoniella macracantha besitzt das achte Thoraxbein keinen Endopoditen und nur sehr klein ausgebildete Endite. Das neunte Beinpaar ist nur sehr klein und dient als Eierträger. Während sich der generelle Körperbau der dreizehn Cephalocariden-Arten gleicht, bestehen feine Unterschiede in der Gliederung und Beborstung der Thoraxbeine. Diese Unterschiede werden zur taxonomischen Bestimmung herangezogen (zusammengefasst durch Olesen et al. (2011)).
Die Beine dienen nicht nur der Fortbewegung, mit ihrer Hilfe findet auch der Nahrungserwerb statt: Bei der Art Hutchinsoniella macracantha konnte man zwei verschiedene Schlaggeschwindigkeiten der Beine feststellen, von welchen nur die schnelle der Fortbewegung dient. Der langsame Beinschlag wird metachron ausgeführt, das heißt, er wandert wellenartig von einem Bein zum anderen. Dadurch können sich Partikel zwischen den Beinbasen fangen und werden durch Borsten an den Enditen ausgefiltert und in eine zentrale Rinne gefegt. Durch den entstehenden Druck und die Bewegung der Beine gelangen diese Partikel dann in den Mundraum. Auf diese Weise werden Nahrungsaufnahme und Fortbewegung gekoppelt, ähnlich wie bei den Kiemenfüßern und Krallenschwänzen.
Das Strickleiternervensystem der Cephalocarida setzt sich aus einem Gehirn, einem Unterschlundganglion sowie einer Bauchganglienkette zusammen und zeigt eine Reihe auffälliger Unterschiede zu anderen Krebstieren. So sind Cephalocarida die einzigen Krebstiere, deren Gehirn ein olfaktorisches System mit echten Pilzkörpern aufweist. Da der komplexe Aufbau der Cephalocariden-Pilzkörper zahlreiche Homologien zu dem der Hundertfüßer und Insekten aufweist, kann sein evolutionärer Ursprung bis zum Vorfahren aller Mandibeltiere im Kambrium zurückverfolgt werden (Stegner und Richter (2011)). Eine weitere neuroanatomische Besonderheit der Cephalocarida gegenüber anderen Krebsen ist, dass segmentale Ganglien nicht nur im beintragenden Thorax, sondern auch im beinlosen Abdomen vorkommen. Das Kreislaufsystem besteht lediglich aus einem offenen Herzen, welches wie bei anderen Gliederfüßern im Rückenbereich liegt. Das Herz zieht sich als einfacher Schlauch durch die ersten sechs Thoraxsegmente und besitzt auf jeder Seite drei Einströmöffnungen (Göpel und Wirkner (2018)).

## Fortpflanzung und Entwicklung
Die Cephalocarida sind Zwitter. Sie besitzen ein paariges Ovar, welches dorsal im Kopf liegt  sowie Hoden im Bereich des 7.–12. Rumpfsegments. Vom Ovar zieht ein Eileiter bis an das hintere Körperende und vereinigt sich dort mit den Ausführgang der Hoden. Der gemeinsame Gang endet im Bereich des 6. Thoraxbeines.
Die Tiere legen maximal 2 große Eier gleichzeitig, die einen reichen Dottervorrat besitzen und am neunten Thoraxbeinpaar getragen werden. Aus diesen schlüpft eine fortgeschrittene Larve, die als Metanauplius bezeichnet wird (eine Nauplius-Larve kommt nicht vor). Über mehrere Häutungen, bei Hutchinsoniella 23 und bei Lightiella 12, erreichen die Tiere ausgewachsen ihre Gesamt-Segmentzahl. Die Entwicklung des Nervensystems beginnt außerordentlich früh. So besitzt bereits der schlüpfende Metanauplius ein mit allen Nerven und Sinneszentren ausgestattetes Gehirn. Im Unterschied zu allen anderen Krebstieren werden die Thoraxganglien der Cephalocarida schon vor den Beinanlagen ausgebildet (Stegner und Richter (2015)).

## Systematik der Cephalocarida
Die Position der Cephalocarida innerhalb des Systems der Krebstiere bleibt ungeklärt, da sämtliche bekannten Merkmale entweder stark abgeleitet sind oder als Plesiomorphien vom letzten gemeinsamen Vorfahren aller Krebstiere übernommen wurden (zusammengefasst durch Stegner (2014)). Sanders (1957) stellte die Cephalocarida als Schwestergruppe allen übrigen Krebstieren gegenüber (damals noch ohne Remipedia) und prägte die bis heute verbreitete Vorstellung, dass Cephalocarida "lebende Fossilien" seien. Aufgrund des spezifischen Baus ihrer Extremitäten („Turgorextremitäten“) und vor allem aufgrund der funktionellen Verbindung von Nahrungsaufnahme und Fortbewegung  wurden die Cephalocarida nach Ax (1999) und Hessler (1992) als Schwestergruppe der Blattfußkrebse beziehungsweise der Ostraca (Blattfußkrebsartige und Höhere Krebse) angesehen und mit diesen zusammengefasst als Thoracopoda den restlichen Krebsgruppen gegenübergestellt. Weitere Alternativen lieferten Walossek (1993, auf Basis von Fossilien) und Harzsch (2006, auf Basis des Nervensystems). In einer umfassenden phylogenomischen Analyse unterstützten Schwenter et al. (2017) die Cephalocarida als Schwestergruppe eines Taxons aus Blattfußkrebsen, Remipedia und Sechsfüßern, wiesen aber auch darauf hin, dass die abgeleiteten Gensequenzen der Cephalocarida besonders anfällig für Baumbildungsartefakte sind.
Intern werden die dreizehn Arten der Cephalocarida in die folgenden Gattungen aufgeteilt:
- Chiltoniella Knox & Fenwick, 1977
  - Chiltoniella elongata Knox & Fenwick, 1977
- Hampsonellus Hessler & Wakabara, 2000
  - Hampsonellus brasiliensis Hessler & Wakabara, 2000
- Hutchinsoniella Sanders, 1955
  - Hutchinsoniella macracantha Sanders, 1955
- Lightiella Jones, 1961
  - Lightiella floridana McLaughlin, 1976
  - Lightiella incisa Gooding, 1963
  - Lightiella magdalenina Carcupino, Floris, Addis, Castelli & Curini-Gallet, 2006
  - Lightiella monniotae Cals & Delamare Deboutteville, 1970
  - Lightiella serendipita Jones, 1961
- Sandersiella Shiino, 1965
  - Sandersiella acuminata Shiino, 1965
  - Sandersiella bathyalis Hessler & Sanders, 1973
  - Sandersiella calmani Hessler & Sanders, 1973
  - Sandersiella kikuchii Shimomura & Akiyama, 2008
  - Sandersiella shiinoi Akiyama, 2008